# 한 잎의 여자
《한 잎의 여자》는 2002년 4월 12일에 MBC에서 방영한 베스트극장이다.

## 등장 인물

### 주요 인물
- 김현정 : 옥희 역
- 천정명 : 봉수 역

### 주변 인물
- 나문희 : 효순 역
- 양택조 : 봉수의 아버지 역
- 이영호 : 성재 역
- 이세은 : 지영 역

### 그 외 인물
- 서현기 : 영태 역
- 최재호
- 이인철
- 정영금
- 이미숙
- 박은빈
- 이재웅